# Microchip Technology

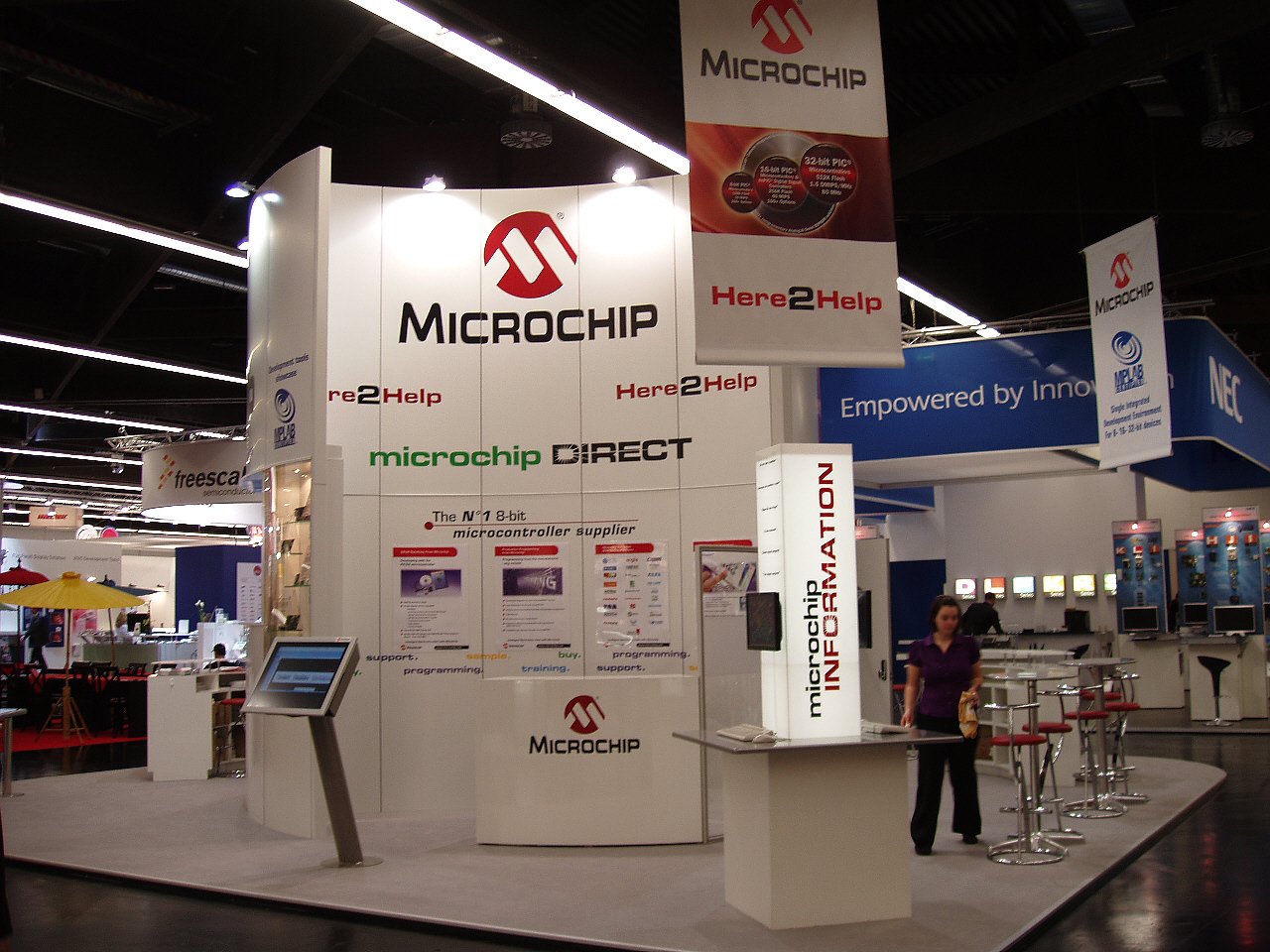
Стенд компании Microchip на выставке Embedded World в Нюрнберге

Microchip Technology Inc. — американский производитель микроэлектроники, 8-, 16- и 32-битных микроконтроллеров, цифровых сигнальных контроллеров, а также аналоговой и интерфейсной продукции.

## История
Компания Microchip была основана в 1987 году как дочерняя компания корпорации General Instrument. В 1989 году была выкуплена инвестиционной компанией Sequoia Capital. В 1993 году, после размещения акций на бирже Nasdaq, стала самостоятельной публичной компанией.
В августе 2012 года Microchip купила компанию Standard Microsystems Corporation (SMSC).
В январе 2016 года Microchip заключила сделку о покупке Atmel за $3,56 миллиарда при посредничестве JPMorgan Chase и Qatalyst Partners.
В мае 2018 года было завершено поглощение компании Microsemi.

## Деятельность
Компании принадлежат 3 завода по производству микросхем: в Орегоне (Грешем), Колорадо (Колорадо-Спрингс) и в Аризоне (Темпе), однако около 60 % микросхем изготавливаются контрактными производителями. Предприятия по корпусированию и тестированию микросхем имеются в других штатах (Калифорния, Массачусетс, Коннектикут), а также в Таиланде, Филиппинах, КНР, Тайване, Германии, Ирландии и Франции.
Выручка за 2022/23 финансовый год составила 8,44 млрд долларов, основными рынками были США (22 %), КНР (21 %), Европа (21 %), Тайвань (14 %). Основная категория продукции — смешанные аналогово-цифровые микроконтроллеры (56 % продаж).
В 2023 году Microchip Technology заняла 753-е место в списке крупнейших публичных компаний мира Forbes Global 2000.

## Продукция

### Микроконтроллеры
Одним из основных направлений является производство контроллеров семейства PIC, которое представлено 8-и, 16-и и 32-битными микроконтроллерами и цифровыми сигнальными контроллерами dsPIC. Отличительной особенностью PIC-контроллеров является хорошая преемственность как внутри, так и между семействами. Это и программная совместимость (единая бесплатная среда разработки MPLAB IDE, С-компиляторы от GCC), и совместимость по выводам, по отладочным средствам (единые программаторы, отладчики (дебаггеры), эмуляторы), общие универсальные библиотеки и стеки наиболее популярных коммуникационных протоколов (SSL, ZigBee, MiWi, TCP/IP, USB и т. д.). Номенклатура насчитывает более 500 различных контроллеров со всевозможными вариациями периферии (I2C, SPI, CAN, UART (LIN, IrDA), PMP, компараторы, АЦП, ЦАП, захват/сравнение, ШИМ, CTMU, USB OTG, CSM, Ethernet, ЖКИ-интерфейс и т. д.), памяти (от 375 байт до 0.5 Мбайт, до 4Кб EEPROM), количеством выводов (от 6 до 100), производительностью (от 4МГц@1MIPS до 80МГц@120MIPS), диапазонами питания и температуры и т. д.

### Интерфейсные микросхемы
Компания Microchip Technology Inc. производит следующие интерфейсные микросхемы:
- CAN-контроллеры: (CAN-расширители портов ввода-вывода (до 8 I/O, 2 ШИМ), SPI-контроллеры для реализации протокольного уровня CAN, контроллеры физического уровня CAN, в соответствии стандарту ISO-11898)
- IrDA-контроллеры (UART — протокольный и физический уровень IrDA)
- LIN-контроллеры (UART — LIN-контроллеры со встроенным регулятором напряжения)
- последовательные расширители портов ввода-вывода (I2C или SPI до 16 дополнительных I/O)
- ЖКИ-драйверы (3-проводной интерфейс с управляющим микроконтроллером, до 32-х сегментов ЖКИ)
- Ethernet-контроллеры в соответствии со стандартом IEEE 802.3 10Base-T (интерфейс SPI для связи с управляющим микроконтроллером) и 10/100Base-T (интерфейс SPI, параллельный интерфейс PSP для связи с управляющим микроконтроллером)
- интерфейсные микросхемы для НЧ беспроводной связи (PKE) для построения систем беспроводного доступа (транспондерных систем)

### Аналоговые микросхемы
Компания Microchip Technology Inc. производит следующие аналоговые микросхемы:
- датчики температуры (с цифровым и аналоговым интерфейсами)
- контроллеры и детекторы аварий бесщеточных двигателей постоянного тока
- источники опорного напряжения
- линейные регуляторы напряжения
- импульсные регуляторы напряжения
- безындуктивные DC/DC-преобразователи
- ШИМ-контроллеры
- супервизоры и детекторы напряжения
- MOSFET-драйверы
- контроллеры батарейного питания
- контроллеры «горячего включения»
- операционные усилители (линейные, автокомпенсационные прецизионные, с программируемым и выбираемым коэффициентом усиления)
- компараторы
- АЦП (последовательного приближения, дельта-сигма, двоичные и двоично-десятичные, с интерфейсом для вывода на дисплей, с двойным интегрированием)
- цифровые потенциометры
- преобразователи напряжение — частота и частота — напряжение
- ЦАП
- микросхемы измерения электроэнергии